# Lingua russina
La lingua russina o rusina (русиньскый язык, rusin'skyj jazyk o rus’ka besida), nota anche, impropriamente, come lingua rutena e chiamata altresì lingua carpato-rutena o lingua rutena carpatica, è una lingua slava orientale, parlata dai Russini, in alcune regioni di Ucraina, Polonia, Slovacchia, Ungheria, Romania, Serbia e Croazia.

## Distribuzione geografica
Secondo Ethnologue, il russino è parlato complessivamente da circa 620.000 persone. La maggior parte si trovano nell'oblast' della Transcarpazia in Ucraina, dove nel 2000 si contavano 560.000 locutori. Fuori dall'Ucraina, le comunità linguistiche più numerose si trovano in Serbia, nella regione della Voivodina (30.000 locutori nel 2006), e in Slovacchia, nella regione di Prešov (24.200 al censimento del 2001). La lingua è attestata anche in altri Stati dell'Europa orientale, quali Bielorussia, Croazia, Repubblica Ceca, Estonia e Ungheria.

### Lingua ufficiale
Il russino è una delle lingue ufficiali della provincia autonoma della Voivodina in Serbia.

## Classificazione
Secondo Ethnologue, la classificazione della lingua russina è la seguente:
- Lingue indoeuropee
  - Lingue slave
    - Lingue slave orientali
      - Lingua russina

C'è ancora controversia tra i linguisti sul fatto che il russino sia una lingua slava orientale a sé o solo una variante dell'ucraino.

## Storia
I tentativi di standardizzare la lingua hanno sofferto della divisione dei suoi parlanti tra quattro paesi, così che in ogni paese si è radicata un'ortografia diversa (anche se in ogni caso basata su varianti dell'alfabeto cirillico) e differenti standard grammaticali, influenzati dalle differenze dei dialetti russini. I centri culturali russini sono Prešov in Slovacchia, Užhorod e Mukačevo in Ucraina, Crinitz e Legnica in Polonia, e Budapest in Ungheria. Molti locutori del russino vivono anche in Canada e negli Stati Uniti.
Rimane difficile contare precisamente i locutori del russino, ma il loro numero è stimato a volte intorno al milione di persone, la maggior parte di essi in Ucraina ed in Slovacchia. Il primo paese a riconoscere ufficialmente il russino, più esattamente la variante pannonica, fu la Jugoslavia. Nel 1995 il russino venne riconosciuto come lingua minoritaria in Slovacchia, godendo dello status di lingua ufficiale nei distretti con più del 20% degli abitanti che parlino russino.
Nell'introduzione al libro Lingue slave, scritto nel 1973, dieci anni prima della glasnost', Samuel Bernštein parlò degli "Ucraini occidentali" e della "lingua letteraria" che "fino a poco tempo prima avevano".

## Sistema di scrittura
Il russino utilizza per la scrittura una versione leggermente modificata dell'alfabeto cirillico.

### Alfabeto cirillico russino "Lemko"
| Grafema | IPA       | Note                      |
| ------- | --------- | ------------------------- |
| А       | /a/       |                           |
| Б       | /b/       |                           |
| В       | /v/       |                           |
| Г       | /ɦ/       |                           |
| Ґ       | /ɡ/       |                           |
| Д       | /d/       |                           |
| Е       | /e/       |                           |
| Є       | /je/      |                           |
| Ё       | /ʏ/       | Non presente in Voivodina |
| Ж       | /ʒ/       |                           |
| З       | /z/       |                           |
| И       | /ɪ/       |                           |
| І       | /i/       | Non presente in Voivodina |
| Ы       | /ɨ/       | Non presente in Voivodina |
| Ї       | /ji/      |                           |
| Й       | /j/       |                           |
| К       | /k/       |                           |
| Л       | /l/       |                           |
| М       | /m/       |                           |
| Н       | /n/       |                           |
| О       | /o/       |                           |
| П       | /p/       |                           |
| Р       | /r/       |                           |
| С       | /s/       |                           |
| Т       | /t/       |                           |
| У       | /u/       |                           |
| Ф       | /f/       |                           |
| Х       | /x/       |                           |
| Ц       | /ts/      |                           |
| Ч       | /ʧ/       |                           |
| Ш       | /ʃ/       |                           |
| Щ       | /ʃʧ/      |                           |
| Ѣ       | /ji/, /i/ | Usata prima del 1945      |
| Ю       | /ju/      |                           |
| Я       | /ja/      |                           |
| Ь       | /ʲ/       | Indica palatalizzazione   |
| Ъ       |           | Non presente in Voivodina |